# Дюков, Александр Решидеович
Алекса́ндр Решиде́ович Дю́ков (род. 17 октября 1978, Москва) — российский историк и публицист, координатор Группы информации по преступлениям против личности (IGCP), директор фонда «Историческая память», научный сотрудник Института российской истории РАН.
Автор более 70 научных и научно-популярных публикаций, опубликованных на русском, английском, польском, венгерском, литовском и эстонском языках, а также энциклопедических статей, опубликованных в «Энциклопедии Холокоста на территории СССР» (составитель и главный редактор И. А. Альтман).

## Биография
В 2004 году окончил Историко-архивный институт РГГУ, защитив дипломную работу по теме «Становление и развитие системы управления советским партизанским движением, 1941—1943 годы».
В 2004—2007 годах работал в агентстве военно-технической информации АРМС-ТАСС, занимая должности от выпускающего редактора журнала «Военно-техническое сотрудничество» до ответственного редактора.
С осени 2008 года — директор Фонда содействия актуальным историческим исследованиям «Историческая память». Одновременно в 2010—2016 годах — главный редактор научного периодического издания «Журнал российских и восточноевропейских исторических исследований». Член Российского исторического общества и Ассоциации историков Второй мировой войны.
С февраля 2017 года — по совместительству научный сотрудник Института российской истории РАН.

## Деятельность
Александр Дюков публикуется в интернет-изданиях «Столетие», «Русский Обозреватель», «Новые хроники», газетах «Известия», «Комсомольская правда», в информагентстве «REGNUM».
Дюков — автор и редактор-составитель ряда книг исторической тематики, научных и публицистических статей по вопросам отечественной истории XX века. Сфера научных интересов — история советского партизанского движения, нацистской оккупации, деятельность антисоветских вооруженных формирований, репрессивная деятельность советских властей в Прибалтике и Западной Украине, политизация истории. Работы Дюкова переведены на английский, эстонский, венгерский, польский и литовский языки, рецензируются российскими и европейскими научными журналами, цитируются российскими, европейскими и американскими учеными, в том числе — в кандидатских диссертациях. Один из научных сборников, составленных Дюковым, вышел в британском научном издательстве «Cambridge Scholars Publishing».
В книге «Миф о геноциде: Репрессии Советских властей в Эстонии» Дюков, критикуя позицию эстонских властей, пишет, что репрессии в Эстонии не носили этнического характера, общее число репрессированных завышается эстонскими политиками в 2,5 раза (реальное число — 54,7 тысяч), а число умерших от репрессий — в 6 раз (реальное число — 9,5 тысяч человек).
В 2008 году вышла монография «Второстепенный враг: ОУН, УПА и решение „еврейского вопроса“», посвящённая роли ОУН и Украинской повстанческой армии в уничтожении евреев во время Второй мировой войны. В марте 2008 года Дюков выступил с лекцией в московском центре «Холокост».

### О фильме «Советская история»
После просмотра вышедшего в свет в апреле 2008 года латвийского фильма «Советская история», в пропагандистской, по мнению А. Белузы форме повествующего о сотрудничестве СССР и нацистской Германии, о Холокосте, депортациях и Голодоморе, Дюков написал о впечатлениях от просмотра в своём блоге. Кратко изложив претензии к содержанию и стилистике фильма, Дюков завершил рецензию описанием психологического воздействия фильма: 

С технологической точки зрения фильм снят очень хорошо, с использованием компьютерной графики и грамотным монтажом. Очень сильно бьёт по чувствам; латышские политики, которые показывают ТАКОЕ школьникам — просто опьяненные ненавистью к России безумцы. Какие психологические травмы просмотр фильма наносит детям, страшно подумать.

Я человек спокойный, но после просмотра 2/3 фильма у меня было одно желание: лично убить режиссёра и сжечь нахер латышское посольство.— a_dyukov. The Soviet Story: первый просмотр
 В июне 2008 года журналист газеты «Diena» констатировал, что Дюков приобрел популярность в России, после этого высказывания. В ответ на слова Дюкова глава Министерства иностранных дел Латвии Марис Риекстиньш выразил предположение, что Дюков «скорее всего, психически неуравновешенный человек».
Дюков выступил в ходе пикета у посольства Латвии в Москве, участники которого повесили и сожгли чучело режиссёра картины Эдвина Шноре.
Осенью 2008 года Дюков выпустил книгу «„The Soviet Story“: Механизм лжи», в которой представил детальный анализ найденных им ложных утверждений, фальшивых документов и манипуляций видеорядом. В результате анализа автор делает вывод, что фильм «является примером пропагандистской лжи», а тон картины характерен для времён «холодной войны».
Политолог и коллега Дюкова по фонду «Историческая память» В. В. Симиндей отметил, что в книге проведена большая детальная работа по кадровому фактическому анализу киноматериала, а также указаны на основы методики пропагандистской работы, вскрыты их приемы[значимость факта?]. Доктор исторических наук А. А. Галкин подчеркнул, что «книга сделана хорошо не только с точки зрения исторической верности и правильной позиции автора, но и легко читается». Позиция Александра Дюкова и его оценка фильма получили широкую поддержку.
Исследователь национализма Мартиньш Капранс отмечает, что книга получила и поддержку, и критику, где отмечается, что Дюков — не профессиональный историк, а в создании книги выступил скорее как полемист. Исследователь также анализирует дискуссию редакторов статьи о фильме в Википедии.
В августе 2009 года лидер партии «Гражданский союз», депутат Европарламента Гирт Валдис Кристовскис обратился в Полицию безопасности Латвии с просьбой задержать Александра Дюкова. Бывший министр обороны Латвии и один из создателей фильма, Гиртс Кристовскис высказал мнение, что «в действиях Дюкова можно усмотреть признаки преступления».
В ответ на обращение Кристовскиса Дюков написал:

Думаю, что в латвийской полиции безопасности запрос Кристовскиса положат под сукно. Ибо любая попытка дать ему ход неизбежно повлечет за собой разбор фильма The Soviet Story. И когда он будет признан экстремистским, и продвигавшему фильм руководству МИД Латвии, и наградившему режиссёра фильма президенту Латвии, и тем, кто показывал фильм школьникам, придется отвечать на очень неприятные вопросы.— a_dyukov. Насчет призывов Кристовскиса
Просьба Кристовскиса удовлетворена не была.

### О Катынском расстреле
Александр Дюков считает ответственным за Катынский расстрел НКВД. «Я считаю, что расстрел поляков под Катынью был осуществлен органами НКВД. Для меня остаются загадкой причины принятия этого решения советской властью, однако то, что оно было осуществлено именно НКВД — здесь у меня принципиальных сомнений нет: имеющаяся источниковая база говорит именно об этом».

### Обвинение в плагиате в адрес губернатора Кировской области Н. Ю. Белых
В мае 2011 года возглавляемый Дюковым фонд «Историческая память» выдвинул в адрес губернатора Кировской области Никиты Белых обвинение в плагиате. Согласно результатам проведённых фондом исследований, бо́льшая часть статей, указанных в списке публикаций при защите кандидатской диссертации по теме «Особенности формирования и функционирования лагерной экономики в 1938—1953 гг. (на материалах Вятлага НКВД-МВД СССР)», написанной Никитой Белых под руководством профессора В. А. Бердинских в Вятском государственном университете и защищённой в Удмуртском университете летом 2010 года, была заимствована у других авторов, в частности, у кировского историка-краеведа В. И. Веремьева без указания ссылок. В связи с этим фонд направил обращение с требованиями принять меры в Высшую аттестационную комиссию Министерства образования и науки РФ.
В тот же день Белых отверг обвинения, заявив, что плагиатом сочли информацию, основанную на одних и тех же источниках. Он также предоставил заявление В. И. Веремьева, в котором тот подтверждает, что некорректные заимствования отсутствуют. Белых также указал, что публикации в журналах не требуют обширного списка литературы, а в монографии ссылки на работы Веремьева есть.
Эти тезисы Дюков охарактеризовал как «беспомощные», так как отсутствие претензий со стороны Веремьева не отменяет того, что плагиат в научных работах — «свидетельство неспособности к самостоятельному исследованию и крайней степени научной непорядочности». Он также отметил, что наличие ссылок на использованные работы обязательно и для статей, а не только монографий. Кроме того, Дюков подчеркнул, что в работах Белых и Веремьева совпадают практически дословно целые куски текста, что нельзя объяснить работой с одними и теми же источниками. Впоследствии вольное сетевое общество «Диссернет» признало наличие фактов плагиата в диссертации Белых.

### Выставка «Угнанное детство» и объявление персоной нон грата в Латвии
С 19 января по 15 февраля 2012 года в Государственном Центральном музее современной истории России (Москва) фонд «Историческая память» во главе с Дюковым проводил выставку «Угнанное детство: судьбы детей, угнанных на территорию Латвии, 1943—1944 гг.», посвящённую судьбам детей, ставшими жертвами карательных операций в граничащих с Латвией районах России и Белоруссии и угнанными в концлагерь Саласпилс близ Риги. По утверждению организаторов выставки «ударной силой» этих операций стали латвийские коллаборационисты.
3 февраля МИД Латвии выступил с осуждением выставки, заявив, что это «злонамеренная фальсификация истории, дезинформирующее и проводимое в открыто пропагандистских целях мероприятие», которая «служит интересам тех сил, цель которых состоит в том, чтобы помешать нормализации российско-латвийских отношений». Сам Дюков, по словам латвийской дипломатии, «в очередной раз отличился тенденциозными открытиями» и, как и его выставка, не имеет отношения к исторической науке. Данные обвинения Дюков назвал голословными и политизированными, заявив, что Министерство иностранных дел — это не та организация, «которая может судить о качестве научной работы кого бы то ни было». Также фонд «Историческая память» утверждал, что выставка стала плодом длительной совместной работы российских, белорусских и латвийских историков по поиску и анализу новых исторических источников и не преследует пропагандистских целей. Дюков отметил, что латвийские дипломаты занимаются оправданием тех, «кто некогда воевал в латышских батальонах и впоследствии в латышском легионе СС, тех, кто совершал карательные операции в русском и белорусском приграничье», что не способствует открытому изучению болезненных тем в российско-латвийской истории.
29 февраля Дюков представил свою новую книгу «Кто командовал советскими партизанами. Организованный хаос». Данная поездка была также использована с целью подготовки проведения выставки «Угнанное детство» в Риге. 2 марта, когда Дюков вернулся в Россию, министр иностранных дел Латвии Эдгарс Ринкевичс объявил его и Владимира Симиндея, руководителя исследовательских программ фонда «Историческая память» персонами нон грата «на основании заключения компетентных органов о сознательной нежелательной деятельности этих двух лиц, которая вредит Латвийскому государству и его гражданам». С этого момента Дюкову и Симиндею въезд в Латвию стал запрещён. Фонд «Историческая память» назвал это «возмутительным вмешательством в дела исторической науки, примитивным политическим давлением и прямой попыткой воспрепятствовать объективным исследованиям проблемных страниц российско-латвийской истории». Сам Дюков в интервью «Русской службе новостей» заявил, что такая «неадекватная» реакция вызвана тем, что выставка крайне неудобна для руководства Латвии, поскольку «рассказывает о преступлениях тех, кого оно считает героями». Дюков надеется, что, несмотря ни на что, выставка всё равно состоится в Риге в конце марта, а также рассчитывает на то, что российские дипломаты обратят внимание на этот шаг Латвии.
МИД Российской Федерации оценил данный шаг латвийских властей как «недружественный». Со специальными заявлениями, негативно оценивающими решение МИД Латвии об объявлении Дюкова и В. Симиндея персонами нон грата, выступил ряд общественных организаций, в том числе Всемирный русский народный собор, международное правозащитное движение «Мир без нацизма», Московское бюро по правам человека, Российский союз бывших несовершеннолетних узников фашистских концлагерей.

### Внесение в чёрный список и депортация из Литвы
13 августа 2014 года Дюков прибыл в Литву для запланированной на 14 августа презентации своей книги «Накануне Холокоста». Организаторы планировали провести её в одном из информационных агентств и пригласить желающих на общественно-научную конференцию по теме книги. Сразу же по прибытии в Вильнюсский международный аэропорт историк был задержан. При задержании ему заявили, что он значится в списке лиц, которым запрещен въезд на территорию государства.
Согласно вручённым Дюкову документам, он был включён в национальный литовский регистр нежелательных лиц. По мнению самого историка, причиной стало «уязвлённое самолюбие местной спецслужбы», так как его книга «Протекторат Литва» о тайном сотрудничестве спецслужб Литвы и Германии в 1940 году вызвала бурную реакцию литовского Департамента госбезопасности, который, по мнению Дюкова, «считает себя продолжателем дела спецслужб времён Сметоны».

## Оценки

### Положительные
К.и.н. О. В. Ауров, Российский государственный гуманитарный университет: 

…Хотя она (книга «Пакт Молотова — Риббентропа» в вопросах и ответах) и относится к научно-популярному жанру, за выводами А. Р. Дюкова, однако, ощущается не только блестящее знание источников, но и явное следование принципу опоры на их содержание… В противовес старшим коллегам молодой исследователь стремится не злоупотреблять морализаторскими оценками… Выводы, сделанные Дюковым, выглядят достаточно корректно.
К.и.н. Н. Я. Лактионова, Институт экономики РАН: 

…Молодой российский историк Александр Дюков аргументированно опровергает… многие политико-исторические мифы, эстонскими историками сформулированные за годы обретенной независимости.
Автор книги о преступлениях команды Арайса, американский историк латышского происхождения Ричард Плявниекс не подвергает сомнению собранные советским правосудием и опубликованные Александром Дюковым и Владимиром Симиндеем доказательства о военных преступлениях на территории СССР:

Советский Союз собирал документальные доказательства и свидетелей для расследований на Западе все время холодной войны, начиная с Нюрнбергского трибунала. Адвокаты защиты всегда старались использовать широко известные рассказы о методах допросов, признательных показаниях и сталинских показательных процессах, чтобы дискредитировать эти материалы, однако они выдерживали проверку. В аутентичности изданных Дюковым документов военного времени я не сомневаюсь.

### Смешанные
Д.и.н., ведущий научный сотрудник ИНИОН РАН А. И. Миллер:

Первая книжка посвящена политике УПА — Украинской повстанческой армии в отношении евреев. Книжка по содержанию более или менее пристойная. Но тут как бы совпадение интенций и исторической правды получается. Потому что ему важно было показать, что УПА плохо обходилась с евреями. Действительно, плохо обходилась. Что в этой книжке бросается в глаза, так это большое количество материалов из архивов ФСБ, которые, как отмечается, впервые вводятся в научный оборот.
Также Миллер называет Дюкова «заслуженным активистом исторической политики» и пишет, что его заявления разрушают пространство для общественного диалога по историческим проблемам.
По мнению авторов издания Института истории НАН Украины «Украина в российском историческом дискурсе» Г. В. Касьянова, В. А. Смолия и А. П. Толочко, Дюков и возглавляемый им фонд «Историческая память» непосредственно связаны с реализацией российской официальной исторической политики, последовательно принимая участие в «войнах памяти» на стороне государства. В частности, книгу Дюкова «Второстепенный враг», посвященную взаимоотношениям ОУН и УПА с еврейским населением, авторы называют «удачной попыткой академического обоснования политико-идеологической инструментализации истории», признавая, что данное издание «формально соответствует канонам академического» и вводит в научный оборот интересные документы и факты, однако иногда прибегает к приёмам, которые серьёзно подрывают академическую чистоту работы и демонстрируют его идеологический настрой, который Дюков особо и не скрывает.
Историк, политолог и профессор Тартуского университета Андрей Макарычев пишет, что Дюков приводит «по-видимому, деполитизированный подход, обращаясь к измеримым историческим данным о масштабах советских репрессий в Эстонии» и тем самым «пытается рационализовать репрессии и объяснить мотивы сталинских чисток вместо политического оценивания оккупационного режима», а также что он «отрицает массовые смерти во время депортаций».

### Отрицательные
Латвийский режиссёр, историк, научный сотрудник Музея оккупации Латвии Улдис Нейбургс характеризует Дюкова как «печально известного пропагандиста», а его работы — как «сознательно пропагандистские и необъективные сочинения, имеющие довольно отдаленную связь с исторической наукой».
Украинский историк, глава Центра исследования межэтнических отношений в Восточной Европе (Харьков) Юрий Радченко пишет, что Дюков под видом исследования Холокоста и других преступлений нацизма и различных национальных движений в Центральной и Восточной Европе принимает участие в пропагандистских атаках на страны Прибалтики и Украину.
Ежегодный отчёт Службы охранной полиции Эстонской Республики за 2008 год назвал Дюкова фальсификатором истории: 

… известный российский фальсификатор истории Александр Дюков… Хотя у Александра Дюкова, как у историка, нет ни ученой степени, ни выдающихся профессиональных достижений, он очень легко получает доступ к документам, хранящимся в архиве Федеральной службы безопасности (ФСБ) России. Для обычных историков, в том числе и граждан России, двери этого архива прочно закрыты. Следовательно, А. Дюков точно действует с полного ведома и одобрения ФСБ".
Министр иностранных дел Латвии Валдис Кристовскис выступал с призывом арестовать и допросить Дюкова за то, что тот публично озвучил своё желание убить режиссёра фильма «Советская история» и сжечь латышское посольство.
Информационное агентство «BNS» назвало Александра Дюкова кремлёвским историком, который обвинил во лжи не только автора ленты «Советская история», но и представивших в ней свои комментарии профессоров Кембриджского университета Нормана Дэйвиса и университета Сорбонны — Франсуазу Томма.
Бывший заместитель председателя КГБ ЭССР Владимир Пооль назвал недостоверными данные, приводимые в книге Дюкова «Deporteerimised Eestis: kuidas see tegelikult toimus» («Депортации из Эстонии: как это происходило на самом деле»).
Полемизируя со статьей члена общества «Мемориал» историка Никиты Петрова и журналиста «Новой газеты» Олега Хлебникова о национальной политике Сталина, Дюков заявил: «Фактически представители общества „Мемориал“ и „Новой газеты“ солидаризируются с измышлениями ведомства доктора Геббельса». В ответ авторы статьи обвинили Дюкова и возглавляемый им фонд «Историческая память» в замалчивании политических репрессий сталинского периода; также было заявлено о наличии у Дюкова редких для рядового историка возможностей в вопросе доступа в архивы ФСБ.

## Награды
- Благодарность Президента Российской Федерации (18 января 2010 года) — за активное участие в научно-исследовательской, публицистической и популяризаторской работе по противодействию фальсификации истории в ущерб интересам России[63]
- Премия международного правозащитного движения «Мир без нацизма» (11 сентября 2014 года) — «за активную поисковую и научную работу с целью установления исторической правды, увековечивания памяти павших борцов с нацизмом и воинов антигитлеровской коалиции»[64]
- Нагрудный знак отличия «За заслуги» Национального архива Республики Беларусь (14 мая 2022 года)
- Знак «За взаимодействие» Министерства иностранных дел Российской Федерации (30 сентября 2022 года)[65]

## Научные труды

### Книги
- Дюков А. Р. [web.archive.org/web/20110617035635/publ.lib.ru/ARCHIVES/D/DYUKOV_Aleksandr_Reshideovich/_Dyukov_A._R..html Миф о геноциде. Репрессии советских властей в Эстонии (1940—1953)] / Предисл. С. Артёменко. — М.: Алексей Яковлев, 2007. — 138 с. — 700 экз.
  - Djukov A. Deporteerimised Eestis: Kuidas see toimus tegelikult. — Tallinn: Tarbeinfo, 2009. — 206 с. — 1000 экз. Архивировано 4 марта 2016 года.
- Дюков А. Р. Второстепенный враг. ОУН, УПА и решение «еврейского вопроса». Монография / Послесл. Ю. Шевцова. — М.: Regnum, 2008. — 152 с. — 2000 экз. — ISBN 978-5-91150-028-3. о книге
  - Дюков А. Р. Второстепенный враг: ОУН, УПА и решение «еврейского вопроса». — 2 изд., испр. и доп. — М.: Фонд «Историческая память», 2009. — 175 с. — 1000 экз.
  - Dyukov A. The minor enemy: OUN, UPA and the solution of the «Jewish question» / Transl. from Russian by Marina Smolya; Conclusion by Yuriy Shevtsov. — Riga; Vilnius; Tallinn: Institute of European Studies, 2010. — 170 с.
- Дюков А. Р. Милость к падшим: Советские репрессии против нацистских пособников в Прибалтике. — М.: Фонд «Историческая память», 2009. — 175 с. — 1000 экз.
- Djukov A. Holokauszt, kollaboráció, megtorlás a Szovjetunió ukrán és balti területein. — Budapest: Russica Pannonicana, 2011. — 274 с.
- Diukov A. Кто командовал советскими партизанами. Организованный хаос. — М.: «Вече», 2012. — 302 с. — 2000 экз.
- Дюков А. Протекторат «Литва». Тайное сотрудничество с нацистами и нереализованный сценарий утраты литовской независимости. — М.: Фонд «Историческая память», 2013. — 264 с. — 500 экз.
- Дюков А. Ликвидация враждебного элемента. Советские репрессии и националистический террор в западных республиках СССР.. — СПб.: Питер, 2023. — 592 с. — 2500 экз. — ISBN 978-5-00116-869-0.

### Статьи
- Истребительная политика нацистов на оккупированной советской территории: Направления исследования // Великая Отечественная война 1941—1945 гг.: Опыт изучения и преподавания: Межвузовская научная конференция. М.: РГГУ, 2005. С. 316—325.
  - Истребительная политика нацистов на оккупированной советской территории: Историография и направления исследований // Общая трагедия: Блокада. Холокост. М.: Фонд «Историческая память»; Центр и Фонд «Холокост», 2009.
  - Истребительная политика нацистов на оккупированной советской территории // Вторая мировая война: История без купюр. М.: Международная жизнь, 2009.
- Советские репрессии в Эстонии: мифы и реальность (июнь 1940 — начало июня 1941 гг.) // Звенья. Серия «Международные отношения». 2008. № 1. С. 73 — 99.
- Советские репрессии против прибалтийских коллаборационистов Гитлера: Новые документы // Русский сборник: Исследования по истории России. Т. V. М.: Модест Колеров, 2008. С. 241—251.
- «Польский вопрос» в планах ОУН(Б): От насильственной ассимиляции к этническим чисткам // Забытый геноцид. «Волынская резня» 1943—1944 годов: Документы и исследования. М.: Алексей Яковлев, 2008. С. 63 — 89.
- Общая трагедия: Блокада, Холокост и истребительная политика нацистов на Востоке // Общая трагедия: Блокада. Холокост. М.: Фонд «Историческая память»; Центр и Фонд «Холокост», 2009.
- Организация украинских националистов // Энциклопедия Холокоста на территории СССР. М.: РОССПЭН; НПЦ «Холокост», 2009.
- Украинская повстанческая армия // Энциклопедия Холокоста на территории СССР. М.: РОССПЭН; НПЦ «Холокост», 2009.
- Центральный штаб партизанского движения // Энциклопедия Холокоста на территории СССР. М.: РОССПЭН; НПЦ «Холокост», 2009.
- Историческая политика или политическая память // Международная жизнь. 2010. № 1. С. 133—148.
- Kariniai-politinai Kremliaus motyvai pasirašant TSRS — Vokietijos nepuolimo sutartį XX amžiaus Ketvirtojo dešimtmečio tarptautinės situacijos kontekste // «Molotovo — Ribentropo paktas» XX amžiaus gepolitinių procesų kontekste: Tarptautinės konferencijos medžiaga. Vilnius, 2009 m. rugsėjis = «Пакт Молотова — Риббентропа» в контексте геополитических процессов XX века: материалы международной конференции. Вильнюс, сентябрь 2009 г. Vilnius: Politika, 2010. P. 8 — 13.
- «Докладные Берия» и проблема достоверности статистики советских репрессий // Журнал российских и восточноевропейских исторических исследований. 2010. № 1. С. 61 — 67.
- Депортация 1941 года из республик Прибалтики: Механизм принятия решения // История сталинизма: Репрессированная российская провинция. Материалы международной научной конференции. Смоленск, 9 — 11 октября 2009 г. / Под ред. Е. В. Кодина. М.: РОССПЭН, 2011. С. 203—211.
- Антиеврейская политика ОУН и УПА во Второй Мировой войне: новейшая историография // Вестник Московского государственного областного университета. Серия «История и политические науки». 2011. № 1. С. 11 — 18.
- Принудительный труд «восточных рабочих» в контексте нацистской «войны на уничтожение» // Принудительный труд. Немцы, подневольные рабочие и война / Под ред. Й.-Х. Вагнера, Ф. Книгге, Р.-Г. Люттгенау. Веймар, 2011. С. 202—207.
- Латышский легион СС в свете Нюрнбергского трибунала // Международная жизнь. 2011. № 6. С. 141—148. (Совместно с В. В. Симиндеем).
- «Тактическая коллаборация»? К проблеме ответственности участников коллаборационистских движений за преступления против человечности, совершенные на оккупированных территориях СССР // Свободная мысль. 2011. № 6. С. 127—136.
- «Kwestia żydowska» w planach OUN — UPA // Prawda historyczna a prawda polityczna w badaniach naukowych. Ludobójstwo na Kresach południowo-wschodniej Polski w latach 1939—1946 / Pod redakcją B. Pazia. Wrocław: Wydawnictwo Uniwersytetu Wrocławskiego, 2011. S. 227—236.
- From Ethnic Eviction to Deportation of the «Dangerous Elements»: Lithuanian and Soviet Deportations in Lithuania, 1939—1941 // Divided Eastern Europe: Borders and Population Transfer, 1938—1947. Cambridge: Cambridge Scholars Publishing, 2012. P. 147—157.

### Составитель
- Забытый геноцид. «Волынская резня» 1943—1944 годов: Документы и исследования. — М.: Алексей Яковлев, 2008. — 143 с.
- Общая трагедия: Блокада. Холокост. — М.: Фонд «Историческая память»; Центр и Фонд «Холокост», 2009. — 88 с.
- Повседневность террора: Деятельность националистических формирований в западных регионах СССР. Кн. 1: Западная Украина, февраль — июнь 1945 года. — М.: Фонд «Историческая память», 2009. — 230 с.
- «Уничтожить как можно больше…» Латвийские коллаборационистские формирования на территории Белоруссии, 1942—1944: Сборник документов. — М.: Фонд «Историческая память», 2009. — 360 с. (Совместно с В. В. Симиндеем).
  - «Destroy as much as possible…» Latvian collaborationist formations on the territory of Belarus, 1942—1944: Document Compendium / Transl. from Russian by Irina Zhila; Includes article by Alexey Litvin. Helsinki: Johan Beckman Institute, 2010. 381 p.
- Нацистская война на уничтожение на северо-западе СССР: региональный аспект: Материалы международной научной конференции (Псков, 10 — 11 декабря 2009 года) = Nazi extermination policy in the Nord-West of the USSR: regional aspect. International conference papers (Pskov, December 10-11, 2009). М.: Фонд «Историческая память», 2010. 311 с. (Совместно с О. Е. Орленко).
- Война на уничтожение: Нацистская политика геноцида на территории Восточной Европы: Материалы международной научной конференции (Москва, 26 — 28 апреля 2010 года). М.: Фонд «Историческая память», 2010. 504 с. (Совместно с О. Е. Орленко).
- Забытый агрессор: Румынская оккупация Молдавии и Транснистрии. М.: Фонд «Историческая память», 2010. 167 с.
- Divided Eastern Europe: Borders and Population Transfer, 1938—1947. Cambridge: Cambridge Scholars Publishing, 2012. IX, 227 p. (Совместно с О. Е. Орленко).
- Накануне Холокоста: Фронт литовских активистов и советские репрессии в Литве, 1940—1941 гг.: Сборник документов / Рецензент М. И. Мельтюхов. М.: Фонд «Историческая память», 2012. 536 с.
  - Djukov A. Holokausto išvakarėse: dokumentų rinkinys, 1940-1941 metai. — Vilnius: Gairės, 2014. — 504 с. — 500 экз.
- «Зимнее волшебство». Нацистская карательная операция в белорусско-латвийском пограничье, февраль – март 1943 г.: Документы и материалы / Рецензент А.А. Коваленя, С.В. Жумарь. — М.: Фонд «Историческая память», 2013. — 512 с. — 500 экз. Архивировано 12 июля 2015 года.

## Научно-популярные работы

### Книги
- Дюков А. Р. За что сражались советские люди / Сопр. ст. Д. С. Горчаковой. — М.: Эксмо, Яуза, 2007. — 574 с. — 5000 экз.
  - Дюков А. Р. «Русский должен умереть!» От чего спасла нас Красная Армия. — 2-е, испр. и доп. — М.: Эксмо, Яуза, 2011. — 478 с. — 4000 экз.
- Дюков А. Р. «The Soviet Story»: Механизм лжи. — М.: REGNUM, 2008. — 88 с. — 500 экз.
  - Dyukov A. «The Soviet Story»: Forgery Tissue = «The Soviet Story»: Механизм лжи. — М.: Фонд «Историческая память», 2008. — 120 p. — 1000 экз. Архивировано 18 мая 2009 года.
- Дюков А. Р. «Пакт Молотова-Риббентропа» в вопросах и ответах. — М.: Фонд «Историческая память», 2009. — 176 с. — 1000 экз. Архивировано 30 августа 2009 года.
- Дюков А. Р. Операция «Зимнее волшебство» Нацистская истребительная политика и латвийский коллаборационизм. — М.: Фонд «Историческая память», 2011. — 24 с.

### Статьи
- Работа по линии «Д»: Довоенная подготовка партизанской войны в СССР // Старинов И. Г. Супердиверсант Сталина: Мины ждут своего часа. М.: Эксмо; Яуза, 2004. С. 330—357.
- Управление партизанскими силами: Ведомственные структуры по организации и управлению партизанским движением (июнь 1941 — лето 1942 гг.) // Старинов И. Г. Заместитель по диверсиям. М.: Эксмо; Яуза, 2005. С. 298—356.
- Милость к падшим: Советские репрессии против нацистских пособников // Великая оболганная война — 2: Нам не за что каяться! М.: Эксмо; Яуза, 2008. С. 98 — 142.
- Эстонский миф о «советской оккупации» // Великая оболганная война — 2: Нам не за что каяться! М.: Эксмо; Яуза, 2008. С. 266—303.
- Партизаны и диверсанты: Предвоенная подготовка партизанской войны в СССР // Неправда Виктора Суворова — 2. М.: Эксмо; Яуза, 2008. С. 305—344; Неправда Виктора Суворова. Два бестселлера в одном томе. М.: Эксмо; Яуза, 2009. С. 531—560.
- «Die Aktion Kaminskiy»: Локотское «самоуправление» и создание бригады РОНА // Мифы Великой Отечественной. М,: Эксмо; Яуза, 2008. С. 147—193; Мифы Великой Отечественной. М.: Эксмо; Яуза, 2010. С. 122—160.
- Главная тайна армии Андерса: «Мы не можем заставить поляков драться» // Загадочная Отечественная война. М.: Эксмо; Яуза, 2008. С. 162—200.
- «Правительство» Отто Тийфа: что это было? Ещё об одном мифе эстонских политиков и историков // Stoletie.ru, 20.09.2008.
- Латышский легион СС: проблемы ответственности и отрицания преступлений: Доклад (совместно с В. В. Семиндеем)

### Составитель
- Старинов И. Г. Супердиверсант Сталина. Мины ждут своего часа. — М.: «Эксмо», «Яуза», 2004. — 382 c.
- Старинов И. Г. Заместитель по диверсиям. — М.: «Эксмо», «Яуза», 2005. — 383 с.
- Великая оболганная война-2. Нам не за что каяться! — М.: «Эксмо», «Яуза», 2008. — 430 с.
  - Пыхалов И.В, Дюков А. Р. Великая оболганная война. — М.: «Эксмо», «Яуза», 2009. — 765 с.

### Информационная аналитика
- Россия на латиноамериканском рынке вооружений. Состояние и перспективы. Информационно-аналитический обзор. — М.: АРМС-ТАСС, 2006. — 80 с (Совместно с В. Ю. Шваревым.), аннотация
- Массовые нарушения прав человека в ходе конфликта на Украине, 2013—2014 гг. Годовой отчет IGCP — М.: Фонд «Историческая память», 2015. — 368 с.

### Публицистика
- Заложники на Дубровке. М.: Эксмо; Яуза, 2009. 288 с.